# Den store badedag
Den store badedag er en dansk film fra 1991, der omhandler arbejderkvarter på Vesterbro i midten af 1930'erne. I filmen møder man den 6-årige Gustav Adolf, hans storskrydende far, og hans kærlige, naivt-kloge mor, der er svensker. En udflugt til stranden, som familien en søndag foretager sammen med andre af kvarterets særprægede beboere, får et uventet forløb og betyder, at Gustav Adolfs beundring for faderen får et knæk.
- Manuskript Stellan Olsson og Søren Skjær efter Palle Fischers roman af samme navn.
- Instruktion Stellan Olsson.

Blandt de medvirkende kan nævnes:
- Benjamin Rothenborg
- Erik Clausen
- Hans Alfredson
- Lise Lotte Lohmann
- Bjarne "Liller" Pedersen
- Kirsten Rolffes
- Finn Nielsen
- Steen Stig Lommer
- Jeppe Kaas
- Helene Egelund
- Tine Miehe-Renard
- Niels Olsen
- Rikke Wölck